# Boulogne-Billancourt
Boulogne-Billancourt is een gemeente in het Franse departement Hauts-de-Seine (regio Île-de-France) met 120.205 inwoners op 1 januari 2022. Daarmee is het de grootste voorstad van Parijs. De plaats is de onderprefectuur van het arrondissement Boulogne-Billancourt en is bekend doordat het hoofdkantoor van Renault hier is gevestigd. Ook TF1 heeft hier haar hoofdkantoor. 

## Geschiedenis
In 1860 is door Haussmann, de toenmalige prefect van het departement Seine, Billancourt aan Boulogne-sur-Seine toegevoegd. De nieuwe gemeente kreeg in 1926 de naam Boulogne-Billancourt.

### Boulogne
Boulogne-sur-Seine is vernoemd naar Boulogne-sur-Mer. Boulogne was in de middeleeuwen een belangrijk mariaal bedevaartsoord. Koning Filips IV van Frankrijk vatte het plan op een kerk gewijd aan Onze-Lieve-Vrouw van Boulogne in de buurt van Parijs te bouwen. Hij koos hiervoor het dorp Menus-lez-Saint-Cloud aan de Seine. Onder zijn zoon Filips V werd in 1319 de eerste steen van de kerk gelegd. Menus nam de naam Boulogne-la-Petite aan en de Notre-Dame de Boulogne-la-Petite werd op haar beurt een bedevaartsoord. Bedevaarders schonken de kerk allerlei schatten. In de 17e eeuw begon een economische groei door de nabijheid van de paleizen van Versailles en Saint-Cloud. Er kwamen nieuwe wegen en de landbouw en de nijverheid bloeiden. In de 18e eeuw bouwden rijke Parijzenaars buitenverblijven in Boulogne. Na de Franse Revolutie werd de kerk van Boulogne geplunderd en deed ze een aantal jaren dienst als hooischuur.

### Billancourt
Billancourt op zijn beurt hing af van Auteuil. In 1859 werd Auteuil, zonder Billancourt, aangehecht bij het uitdijende Parijs. Het jaar erop werd Billancourt bij Boulogne-sur-Seine gevoegd. Billancourt telde in de 19e eeuw tal van buitenverblijven van rijke Parijzenaars. En in de weekends zakten Parijzenaars met de tram of per boot af naar de uitgaansgelegenheden (guinguettes) aan de Seine.

### Groei
Boulogne-sur-Seine kende in de 19e eeuw een sterke groei. In de tweede helft van de eeuw vestigde zich industrie in de gemeente, vooral in het zuidelijk deel (chemie, parfumerie, bouwmaterialen). In 1899 vestigde de jonge Louis Renault hier zijn automobielfabriek, die in de volgende decennia uitgroeide tot een concern. Dat trok veel arbeiders aan, onder wie na de Eerste Wereldoorlog ook veel Russische vluchtelingen, waardoor de stad de bijnaam "Billankoersk" kreeg. Er kwamen ook vliegtuigfabrieken maar die gingen na de Eerste Wereldoorlog weer dicht. Vanaf 1912 kwamen er filmstudio's in de gemeente. Tijdens het interbellum kende de gemeente een gouden tijd.
In 1942 en 1943 leed Boulogne-Billancourt zware schade door vier luchtbombardementen met als doelwit de Renaultfabriek. Na de oorlog volgde de heropbouw. Er kwamen grote woningbouwprojecten voor de groeiende bevolking. Industrieterreinen maakten plaats voor appartementsgebouwen. De industrie trok weg en in 1992 sloot ook de Renaultfabriek de deuren.

## Geografie
De oppervlakte van Boulogne-Billancourt bedroeg op 1 januari 2022 6,17 vierkante kilometer; de bevolkingsdichtheid was toen 19.482,2 inwoners per km². Boulogne-Billancourt ligt in een bocht van de Seine. Ook het riviereiland Île Seguin hoort tot de gemeente.
De onderstaande kaart toont de ligging van Boulogne-Billancourt met de belangrijkste infrastructuur en aangrenzende gemeenten.

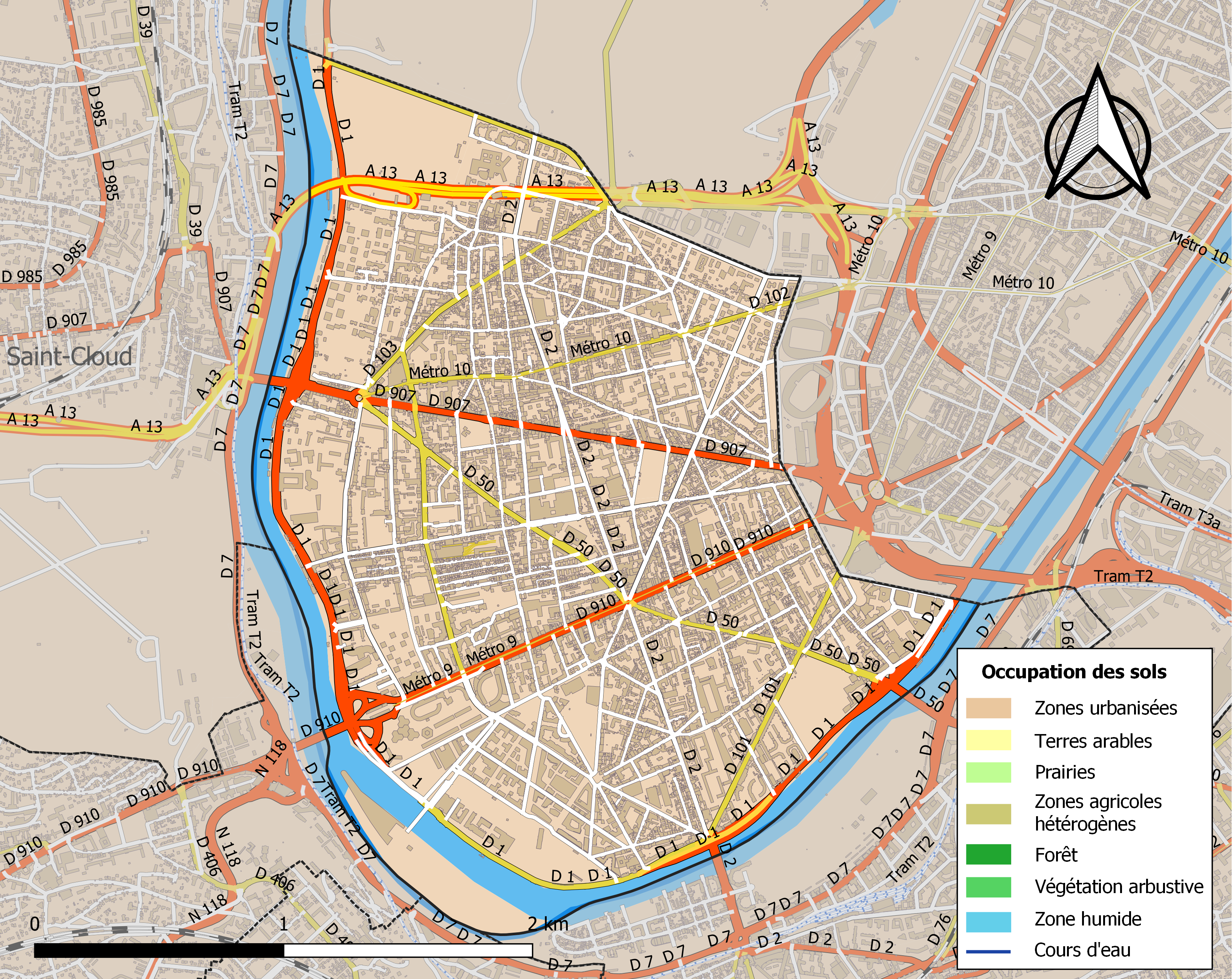

## Demografie
Onderstaande figuur toont het verloop van het inwonertal (bron: INSEE-tellingen).

## Onderwijs
- École supérieure des sciences commerciales d'Angers

## Ziekenhuizen
- Hôpital Ambroise-Paré
- Hôpital Sainte-Périne - Rossini - Chardon-Lagache

## Musea
- Musée des années 30

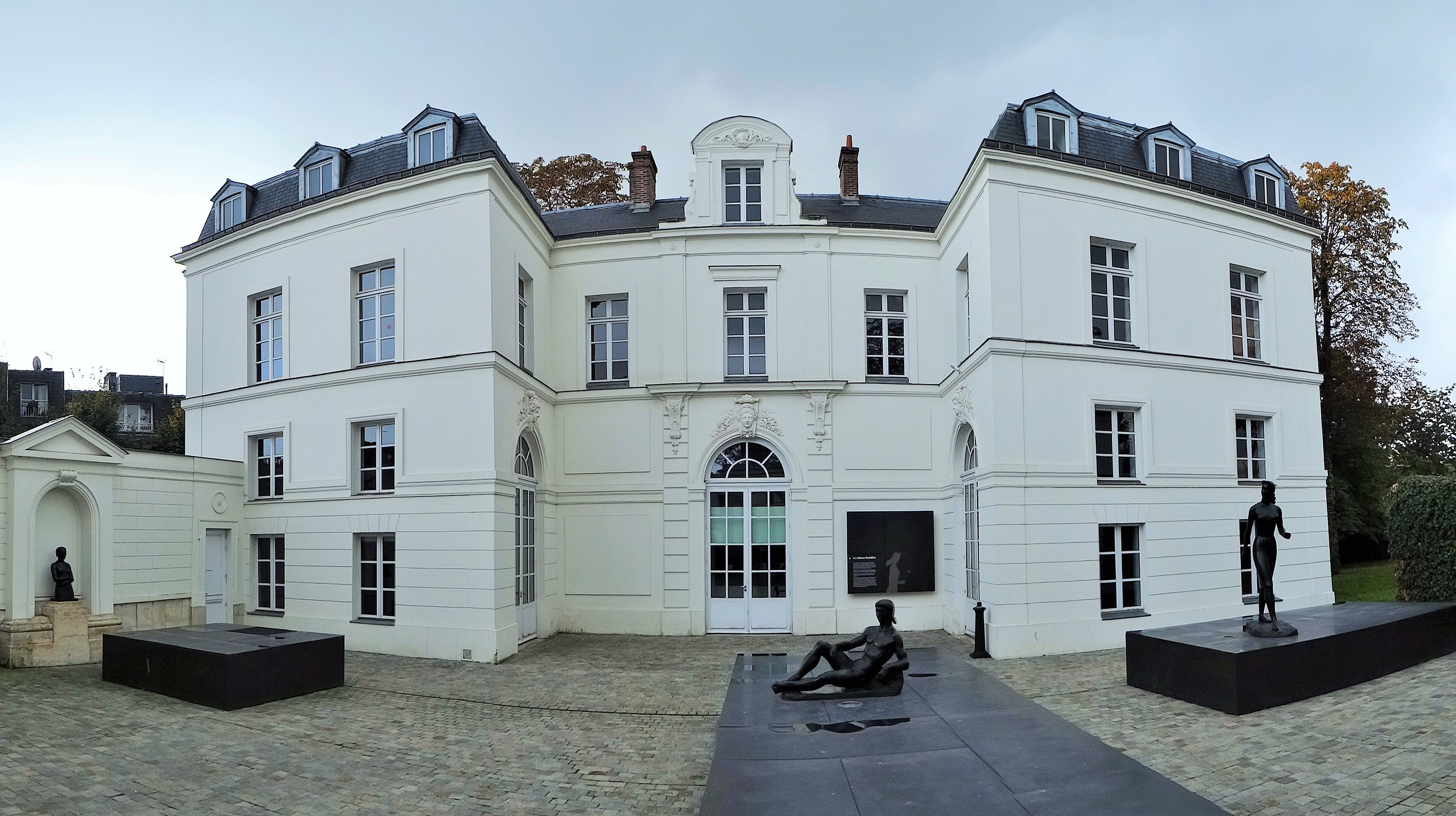
Musée Paul Belmondo, gevestigd in het Château Buchillot

- Musée Paul Landowski, museum gewijd aan het werk van beeldhouwer Paul Landowski
- Musée Paul Belmondo, museum gewijd aan het werk van beeldhouwer Paul Belmondo

## Bekende personen uit Boulogne-Billancourt

### Geboren
- Martin Van Maele (1863-1926), illustrator gespecialiseerd in erotische afbeeldingen
- Michel Constantin (1924-2003), acteur
- Claude Pinoteau (1925-2012), cineast
- fr:Pierre Bellemare (1929-2018), schrijver, radiomaker en televisieanimator en -producer
- Leslie Caron (1931), actrice
- Michel Deville (1931-2023), cineast
- Édith Cresson (1934), politica
- Nina Companeez (1937-2015), film- en toneelregisseur
- André Glucksmann (1937-2015), filosoof (nouveaux philosophes), schrijver en acteur
- Daniel Buren (1938), internationaal beeldend kunstenaar
- fr:Ariane Mnouchkine (1939), toneel- en filmregisseur en scenariste
- Bertrand Blier (1939-2025), scenarioschrijver en filmregisseur
- Bulle Ogier (1939), actrice
- Michel Denis (1941), jazz- en blues-drummer
- Élisabeth Badinter (1944), feministe en filosofe
- Didier Decoin (1945), auteur
- Patrick Modiano (1945), schrijver en Nobelprijswinnaar (2014)
- Catherine Spaak (1945-2022), actrice
- Paul-Loup Sulitzer (1946-2025), ondernemer en schrijver
- Olivier Rolin (1947), schrijver
- Philippe Garrel (1948), filmregisseur en acteur
- Jean-Claude Dauphin (1948), acteur
- Véronique Sanson (1949), zangeres en pianiste
- Gérard Lanvin (1950), acteur
- Blek le Rat (1951), graffiti-kunstenaar
- Thierry Lhermitte (1952), acteur
- Anicée Alvina (1953-2006), Frans-Iraans actrice en zangeres
- Thomas Gilou (1955), filmregisseur
- Lorenz van Oostenrijk-Este (1955), Prins van België
- Cécilia Ciganer-Albéniz (1957), model en presidentsvrouw (ex-echtgenote van Nicolas Sarkozy)
- Vincent Lindon (1959), acteur, filmregisseur en scenarist
- Frédéric Pierrot (1960), acteur
- Marc Levy (1961), schrijver
- Paul Belmondo (1963), autocoureur
- Zazie (1964), zangeres en songwriter
- Laurent Bezault (1966), wielrenner
- Laurent Garnier (1966), technoproducer en DJ
- Delphine de Vigan (1966), schrijfster
- Alexia Grinda (1967), buitenechtelijke dochter van prins Bernhard
- Isabel Marant (1967), modeontwerpster
- Julie Bertuccelli (1968), filmregisseur
- Manuel Blanc (1968), filmacteur
- Michael Vartan (1968), Frans-Amerikaans acteur
- Sandrine Kiberlain (1968), actrice
- Marina Foïs (1970), actrice
- Anna Gavalda (1970), schrijfster
- Matthieu Chedid (1971), zanger en componist
- Guillaume Canet (1973), acteur, regisseur en scriptschrijver
- Stéphane Bernadis (1974), kunstschaatser
- Gaspard Ulliel (1984-2022), filmacteur
- Sara Giraudeau (1985), actrice
- Ilan Boccara (1993), voetballer

### Overleden
- Juan Gris (1887-1927), Spaanse kunstschilder
- Jean Brunhes (1869-1930), geograaf
- Théophile Bovy (1863-1937), Belgisch schrijver, Waals militant
- Boun Oum (1912-1980), Laotiaans politicus
- Edwige Feuillère (1907-1998), actrice
- Roger Loyer (1907–1988), Formule 1-coureur
- Jacques Doucet (1924-1994), kunstschilder
- Jacques Deray (1929-2003), filmregisseur
- Serge Reggiani (1922-2004), zanger
- Eddie Barclay (1921-2005), producer
- Claude Jade (1948-2006), actrice
- Mathieu Montcourt (1985-2009), tennisser